# Sekundærrute 555
De Sekundærrute 555 is een secundaire weg in Denemarken. De weg loopt van Onsild via Hobro en Mariager naar Hadsund Syd. De Sekundærrute 555 loopt door Noord-Jutland en is ongeveer 30 kilometer lang.